# Malha de dispositivos

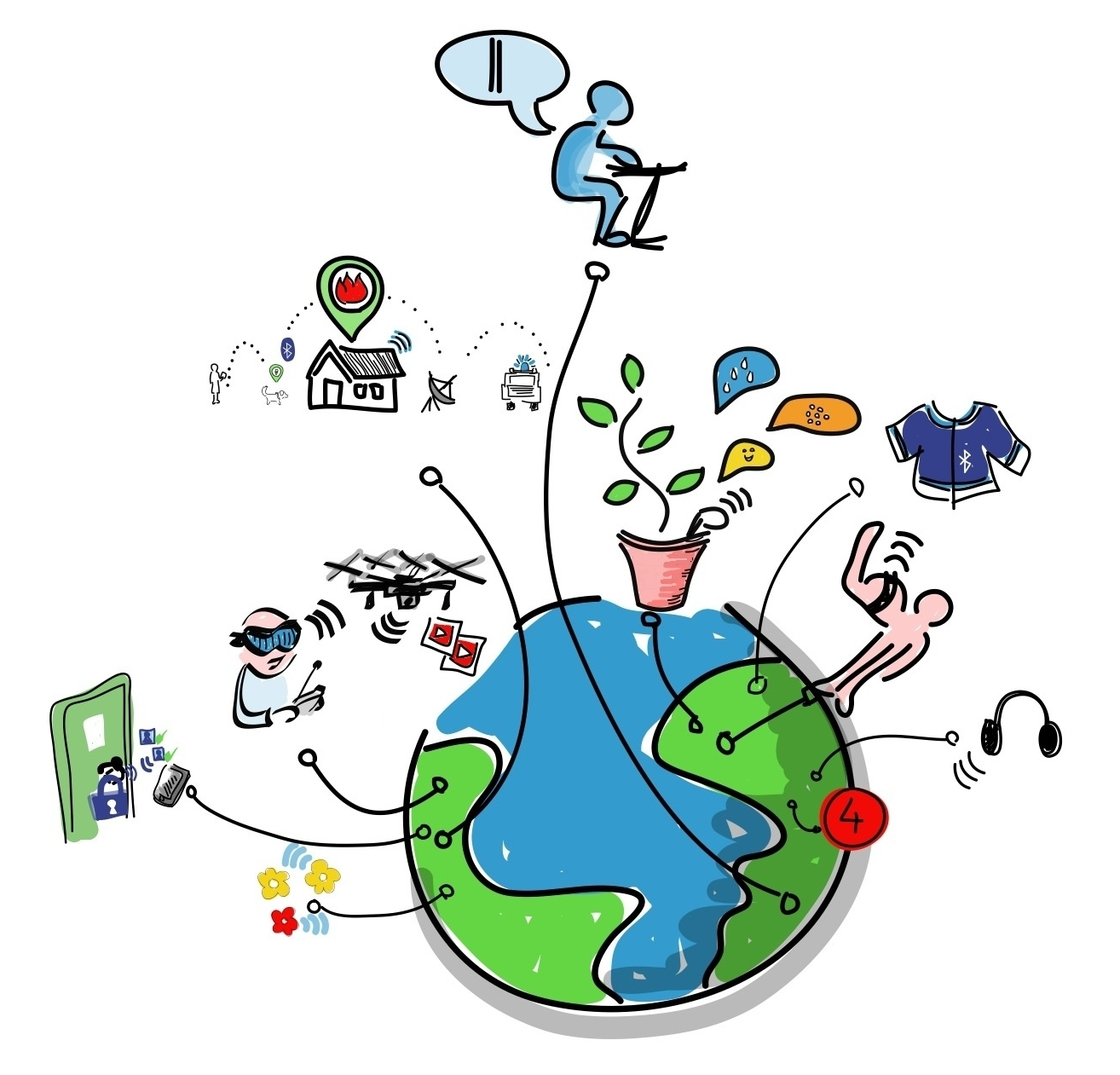
Malha de dispositivos

O termo malha de dispositivos refere-se a um grandioso conjunto de pontos utilizados para acessar aplicativos e informações ou para interagir com pessoas, governos, redes sociais e empresas. Ele inclui dispositivos móveis, computação vestível (tecnologias para vestir), aparelhos eletrônicos de consumo e domésticos, dispositivos ambientais e automotivos – tais como os sensores da Internet das Coisas (IoT).
A malha de dispositivo significa acesso a informações e aplicativos através de todos os tipos de dispositivos, telefones, relógios, computação vestível, Smart TVs, sensores em residências e mesmo do painel do carro. É necessário não mais entrar em contato com o usuário, mas estar presente em suas relações, em seus momentos e em seu dia a dia.
David Cearley, vice-presidente do Gartner, diz que "O foco está no usuário móvel, que é cercado por uma malha de dispositivos que se estende muito além dos meios tradicionais". Segundo ele, embora os dispositivos estejam cada vez mais ligados a sistemas back-end por meio de diversas redes, eles por diversas vezes operam isoladamente. Como a malha evolui, espera-se que surjam modelos de conexão para expandir e aprimorar a interação cooperativa entre os dispositivos que possam acessar a rede.

## Experiência do ambiente
A malha de produtos e serviços envolvidos na experiência do usuário é o conceito onde os usuários podem interagir com uma aplicação em diversas etapas numa sequência que pode acontecer por um longo período. A experiência pode combinar ambientes físicos, virtuais e eletrônicos, usando informação do contexto em tempo real para permitir a transição entre cada um dos lugares.
A malha permite também uma maior coleta de informações, o que dá mais subsídio para a tomada de decisões.
A experiência contínua do usuário é fundamental para este conceito - mesmo havendo a mudança de um dispositivo para outro, ou de um ponto ou ambiente para outro a qualquer hora e em qualquer lugar, as pessoas esperam conexão instantânea e resposta. Dispositivos estão conectados em redes back-end, e mesmo assim ainda existem interações separadas entre um e outro - misturar as linhas entre realidade e tecnologia. Isto envolve itens que podem ser considerados como tecnologia (e alguns que talvez não sejam), como carros, fábricas e lâmpadas, e a conexão e sincronização com aplicativos móveis.
São as plataformas que podem acomodar a Internet das coisas que deixam a malha em evidencia. Do ponto de vista do usuário é expandir conjunto de pontos de acesso que permite a conectividade mais ampla de serviços e expandindo a malha digital.

## Impacto no mundo corporativo
A maneira como a produção, os dispositivos físicos e a cadeia de suprimentos são gerenciados vem mudando, de acordo com a chegada da Digital Transformation. Através da soma entre Cloud Computing, Big Data e Internet das Coisas (IoT), diferentes tipos de serviços ganham espaço no mercado e com isso uma maior adoção, considerando o uso de algoritmos para o desenvolvimento de produtos, segurança de dados e análises automatizadas.
Este conceito é bem diferente dos aplicativos baseados em sensores dos smartphones. A malha dispositivo faz naturalmente parte da Internet das Coisas e é a tendência de se mudar para o ideal de interligados que giram em torno desse conceito.
O Gartner Group divulgou que “Projetar aplicativos móveis continua sendo um importante foco estratégico para a empresa. No entanto, o projeto objetiva fornecer uma experiência que flui e explora diferentes dispositivos, incluindo sensores da Internet das Coisas e objetos comuns, como automóveis, ou mesmo fábricas. Projetar essas experiências avançadas será um grande diferencial para fabricantes independentes de software (ISVs) e empresas similares até 2018″
Tudo na malha digital produz, transmite e utiliza dados de informação. Dispositivos inteligentes de todos os tipos produzem e enviam mensagens de texto, áudio, vídeo, sensorial e informação contextual. A malha de dispositivos tem como premissa ser produtor de um grande volume de dados. Mais informações trafegando pela rede impacta diretamente na infraestrutura das empresas de todos os segmentos. A malha de dispositivos é uma realidade para organizações que visam crescer no mercado .

## Impacto na indústria de saúde
A indústria de dispositivos vestíveis começou com o relógio inteligente e pulseiras, e se expandiu de maneira rápida em novos mercados que envolvem os óculos inteligentes, sapatos, cintos e até mesmo jóias. Com a malha de dispositivos, os profissionais de saúde utilizam tecnologia vestíveis, ingerível, ou cirurgicamente implantadas para obter vantagens e benefícios significativos no atendimento e acompanhamento do paciente, tais como:
- Recolher dados sobre a pressão arterial, os níveis de glicose, variabilidade da frequência cardíaca, frequência respiratória e a temperatura do corpo.
- Detectar quedas ou lesões.
- Monitorar os níveis de insulina de pacientes com diabetes.
- Monitorar a contagem de células e cargas virais de pacientes com HIV.
- Acompanhar as flutuações de peso da dieta e do corpo.
- Monitorar os efeitos de novos medicamentos.
- Alertar os pacientes quando se apresentarem nos estágios iniciais de um acidente vascular cerebral ou ataque cardíaco.
- Acompanhar os padrões de sono.

Como resultado, o setor de saúde também tem uma vantagem significativa quando se trata de malha de dispositivos.

## Malhas de dispositivos e mobilidade
Algumas organizações já estão fazendo uso da tecnologia. Uma grande empresa de tecnologia organizou uma campanha de comunicação em torno de seu sistema de benefícios usando um aplicativo de realidade aumentada.
O aplicativo permite que o usuário interaja com objetos do cotidiano para melhorar as comunicações da marca. Por exemplo, os usuários podem digitalizar cartazes para o aplicativo, o que lhes da acesso a informações sobre o que esta inserido neles como vídeos e contatos a partir do app.
A malha não se destina apenas a celulares e smartphones. O crescimento das tecnologias vestíveis também abre novos caminhos para as empresas personalizar os benefícios dos empregados e clientes podendo criar experiências de incentivo e força de trabalho quando os usuários estão mais envolvidos com a organização.
Enquanto algumas organizações ficam desconfortáveis com os elementos de compartilhamento de dados de tais dispositivos, outras abraçam o seu potencial para identificar os benefícios do estilo de vida que pode fazer uma diferença significativa para a vida dos trabalhadores e clientes.